# 柯納海崖
柯納海崖（英語：Koerner Bluff），是南極洲的海崖，位於瑪麗伯德地，處於伯西山西北面，屬於弗拉德山脈的一部分，美國地質調查局根據測量和該國海軍的空中照片繪入地圖，現時由南極條約體系管理。